# Bruaca (bolsa)
Bruaca é uma grande bolsa feita de couro cru costurada nas laterais com tiras de couro. Quando mais de uma são unidas num tipo de forquilha chamada cangaia. Geralmente são atadas no lombo de burro ou  mula formando assim um cargueiro (duas bruacas formam um cargueiro) de tração animal. Foram muito utilizadas pelos tropeiros  quando ainda não havia estradas.
Bruaca ( sentido da palavra usado nas regiões sudeste e centro oeste)
Bruacas de carga eram bolsas feitas de couro cru, quadrada ou retangular, usadas pelos mascates para transportar mercadorias finas como: sedas, porcelana, perfumes,etc., que não podiam amassar. 
O mascate não era considerado tropeiro, pois ele tinha no máximo três animais e comercializava a sua mercadoria de fazenda em fazenda.
No dia em que um mascate chegava a uma fazenda era uma festa, pois ele trazia  a última moda e outras novidades da capital.
Foi usada desde o Império até meados de 1960.